# Primera División (Chile) 2019
Die Primera División 2019, auch unter dem Namen Campeonato Nacional AFP PlanVital 2019 bekannt, war die 103. Saison der Primera División, der höchsten Spielklasse im Fußball in Chile. Die Saison begann am 15. Februar 2019.
Wegen der Proteste im Land wurde die Saison Mitte Oktober, sechs Spieltage vor dem Saisonende, unterbrochen. Ein Versuch wurde unternommen, die Saison weiterzuspielen, allerdings wurde nur ein weiteres Spiel gespielt. Am 29. November 2019 entschied der Verband, die Saison abzubrechen. Universidad Católica wurde zum Meister erklärt und gewann somit den 14. Titel. Die Abstiegsregelung wurde aufgrund des Abbruchs ausgesetzt.

## Modus
Seit 2017 wird die Meisterschaft wieder in Hin- und Rückrunde unterteilt. Das Meisterschaftsjahr entspricht dem Kalenderjahr. Alle Vereine der Primera División treffen anhand eines vor der Saison festgelegten Spielplans zweimal aufeinander; je einmal im eigenen Stadion und einmal im Stadion des Gegners.
Für die Gruppenphase der Copa Libertadores 2020 qualifizieren sich Meister und Vizemeister. Der Tabellendrittequalifiziert sich für die zweite Runde der Copa Libertadores. Die Mannschaften auf den Plätzen vier bis sieben nehmen an der Copa Sudamericana 2020 teil. Zusätzlich bekommt der Pokalsieger einen Startplatz in der zweiten Runde der Copa Libertadores 2020.

## Teilnehmer 2019
Folgende Vereine nehmen an der Meisterschaft 2019 teil:
| Mannschaft                | Stadt             | Stadion                                 | Kapazität |
| ------------------------- | ----------------- | --------------------------------------- | --------- |
| Audax Italiano            | Santiago de Chile | Estadio Bicentenario de La Florida      | 12.000    |
| CD Cobresal               | El Salvador       | Estadio El Cobre                        | 20.752    |
| CSD Colo-Colo             | Santiago de Chile | Estadio Monumental                      | 47.347    |
| Coquimbo Unido            | Coquimbo          | Estadio Francisco Sánchez Rumoroso      | 18.000    |
| Curicó Unido              | Curicó            | Estadio La Granja                       | 08.278    |
| Deportes Antofagasta      | Antofagasta       | Estadio Regional de Antofagasta         | 21.178    |
| Everton                   | Viña del Mar      | Estadio Sausalito                       | 23.423    |
| CD Huachipato             | Talcahuano        | Estadio Huachipato-CAP Acero            | 10.500    |
| CD O’Higgins              | Rancagua          | Estadio El Teniente                     | 13.849    |
| Deportes Iquique          | Iquique           | Estadio Tierra de Campeones             | 12.000    |
| CD Palestino              | Santiago de Chile | Estadio Municipal de La Cisterna        | 12.000    |
| Unión Española            | Santiago de Chile | Estadio Santa Laura                     | 22.000    |
| Unión La Calera           | La Calera         | Estadio Municipal Nicolás Chahuán Nazar | 10.000    |
| Universidad Católica      | Santiago de Chile | Estadio San Carlos de Apoquindo         | 14.000    |
| Universidad de Chile      | Santiago de Chile | Estadio Nacional de Chile               | 49.000    |
| Universidad de Concepción | Concepción        | Estadio Municipal de Concepción         | 33.000    |

## Tabelle
| Pl.             | Verein                    | Sp. | S  | U  | N  | Tore    | Diff. | Punkte |
| --------------- | ------------------------- | --- | -- | -- | -- | ------- | ----- | ------ |
| 1.              | Universidad Católica (M)  | 24  | 16 | 5  | 3  | 044:140 | +30   | 53     |
| 2.              | CSD Colo-Colo             | 24  | 11 | 7  | 6  | 037:300 | +7    | 40     |
| 3.              | CD Palestino (P)          | 24  | 10 | 8  | 6  | 042:310 | +11   | 38     |
| 4.              | Unión La Calera           | 25  | 9  | 10 | 6  | 029:230 | +6    | 37     |
| 5.              | Coquimbo Unido (N)        | 24  | 8  | 10 | 6  | 029:270 | +2    | 34     |
| 6.              | CD Huachipato             | 24  | 9  | 7  | 8  | 031:300 | +1    | 34     |
| 7.              | Audax Italiano            | 24  | 10 | 4  | 10 | 035:350 | ±0    | 34     |
| 8.              | CD O’Higgins              | 24  | 10 | 4  | 10 | 034:350 | −1    | 34     |
| 9.              | Unión Española            | 25  | 10 | 4  | 11 | 032:350 | −3    | 34     |
| 10.             | CD Cobresal (N)           | 25  | 10 | 4  | 11 | 031:390 | −8    | 34     |
| 11.             | Everton                   | 24  | 7  | 8  | 9  | 021:250 | −4    | 29     |
| 12.             | Deportes Antofagasta      | 24  | 7  | 6  | 11 | 034:350 | −1    | 27     |
| 13.             | Curicó Unido              | 24  | 6  | 8  | 10 | 036:430 | −7    | 26     |
| 14.             | Deportes Iquique          | 25  | 6  | 7  | 12 | 024:400 | −16   | 25     |
| 15.             | Universidad de Chile      | 24  | 4  | 12 | 8  | 032:380 | −6    | 24     |
| 16.             | Universidad de Concepción | 24  | 5  | 8  | 11 | 023:350 | −12   | 23     |
| Stand: Endstand |                           |     |    |    |    |         |       |        |

| (M) | Vorjahresmeister     |
| (P) | Vorjahrespokalsieger |
| (N) | Aufsteiger           |

## Beste Torschützen
| Rang | Spieler               | Klub                    | Tore |
| ---- | --------------------- | ----------------------- | ---- |
| 1    | Lucas Passerini       | CD Palestino            | 13   |
| 2    | Tobías Figueroa       | Deportes Antofagasta    | 11   |
|      | Ignacio Jeraldino     | Audax Italiano          | 11   |
| 4    | Matías Dobosi         | Deportes Iquique        | 10   |
|      | Roberto Gutiérrez     | CD Palestino            | 10   |
| 6    | José Pedro Fuenzalida | CD Universidad Católica | 9    |
| 7    | Carlos Muñoz          | CD Cobresal             | 8    |
|      | Mauro Quiroga         | CDP Curicó Unido        | 8    |
|      | Sebastián Varas       | Unión Española          | 8    |
| 10   | Leandro Benegas       | CF Universidad de Chile | 7    |
|      | Iván Ledezma          | Audax Italiano          | 7    |
|      | Juan Sánchez Sotelo   | CD Huachipato           | 7    |